# World Rugby Jugadora del Año
La World Rugby Jugadora del Año es un galardón anual, otorgado por WR y que se entrega en reconocimiento a «la Mejor Jugadora de Rugby femenino del Mundo». Existe desde 2001 y se otorga durante los Premios World Rugby.

## Votación

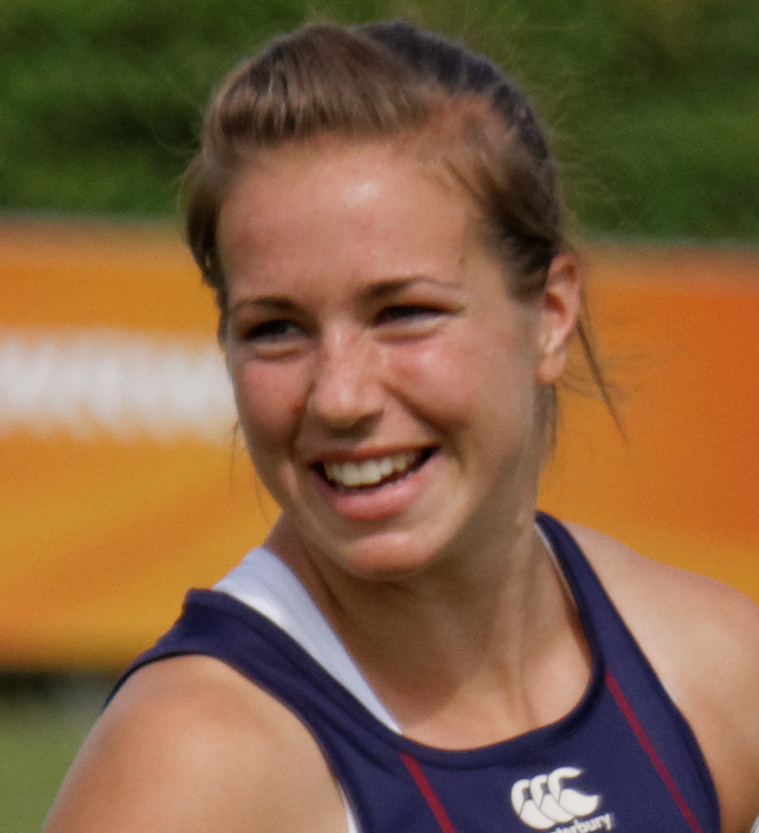
Emily Scarratt, premiada en 2019.

El premio se entrega para honrar a «los logros de aquella involucrada en el más alto nivel del juego mundial en el campo» y la ganadora recibe un trofeo de plata.
Existe un panel de expertos, constituido por entrenadores y exjugadores de ambos sexos, que selecciona una lista de cinco nominados por premio; los diez jugadores son sometidos a votación, el resultado es secreto, cualquier persona puede votar a través de Twitter y World Rugby se encarga del conteo. Los resultados se hacen públicos para todo el mundo, recién en la ceremonia de los Premios WR.

## Ganadoras
Si no se indica la nacionalidad del club, es la misma de la jugadora.

### Años 2000
| Año                                 | Ganadora          | Posición                       | Club   | Nominadas |
| ----------------------------------- | ----------------- | ------------------------------ | ------ | --------- |
| 2001                                | Shelley Rae       |                                | [1]    |           |
| 2002                                | Monique Hirovanaa |                                |        |           |
| IRB Women's Personality of the Year |                   |                                |        |           |
| 2003                                | Kathy Flores      |                                | [2]    |           |
| 2004                                | Donna Kennedy     |                                | [3][4] |           |
| 2005                                | Farah Palmer      |                                | [5][6] |           |
| 2006                                | Margaret Alphonsi | Delphine Plantet Anna Richards | [7]    |           |
| 2007                                | Sarah Corrigan    |                                |        |           |
| 2008                                | Carol Isherwood   |                                | [8]    |           |
| 2009                                | Debby Hodgkinson  |                                | [9]    |           |

### Años 2010
| Año                                        | Ganadora              | Posición                                        | Club         | Nominadas                                               |
| ------------------------------------------ | --------------------- | ----------------------------------------------- | ------------ | ------------------------------------------------------- |
| 2010                                       | Carla Hohepa          | Margaret Alphonsi Danielle Waterman Nicole Beck | [10][11]     |                                                         |
| 2011                                       | Ruth Mitchell         |                                                 |              |                                                         |
| IRB Women's Player of the Year             |                       |                                                 |              |                                                         |
| 2012                                       | Michaela Staniford    |                                                 | [12][13][14] |                                                         |
| 2014                                       | Magali Harvey         | Safi N'Diaye Kelly Russell Niamh Briggs         | [15][16][17] |                                                         |
| World Rugby Women’s 15s Player of the Year |                       |                                                 |              |                                                         |
| 2015                                       | Kendra Cocksedge      | Gaëlle Mignot Sophie Spence                     | [18]         |                                                         |
| 2016                                       | Sarah Hunter          | Fiao'o Fa'amausili Gaëlle Mignot                | [19]         |                                                         |
| 2017                                       | Portia Woodman        |                                                 | [20]         |                                                         |
| 2018                                       | Jessy Tremouliere[21] | ?                                               | ?            | ?                                                       |
| 2019                                       | Emily Scarratt[22]    | ?                                               | ?            | Katy McLean Sarah Bern Kendra Cocksedge Pauline Bourdon |

### Años 2020
| Año  | Ganadora              | Posición | Club | Nominadas                                                 |
| ---- | --------------------- | -------- | ---- | --------------------------------------------------------- |
| 2021 | Zoe Aldcroft[23][24]  | ?        | ?    | Caroline Boujard Poppy Cleall Laure Sansus                |
| 2022 | Ruahei Demant[25][26] | ?        | ?    | Sophie de Goede Alex Matthews Laure Sansus Portia Woodman |